# Marsöl

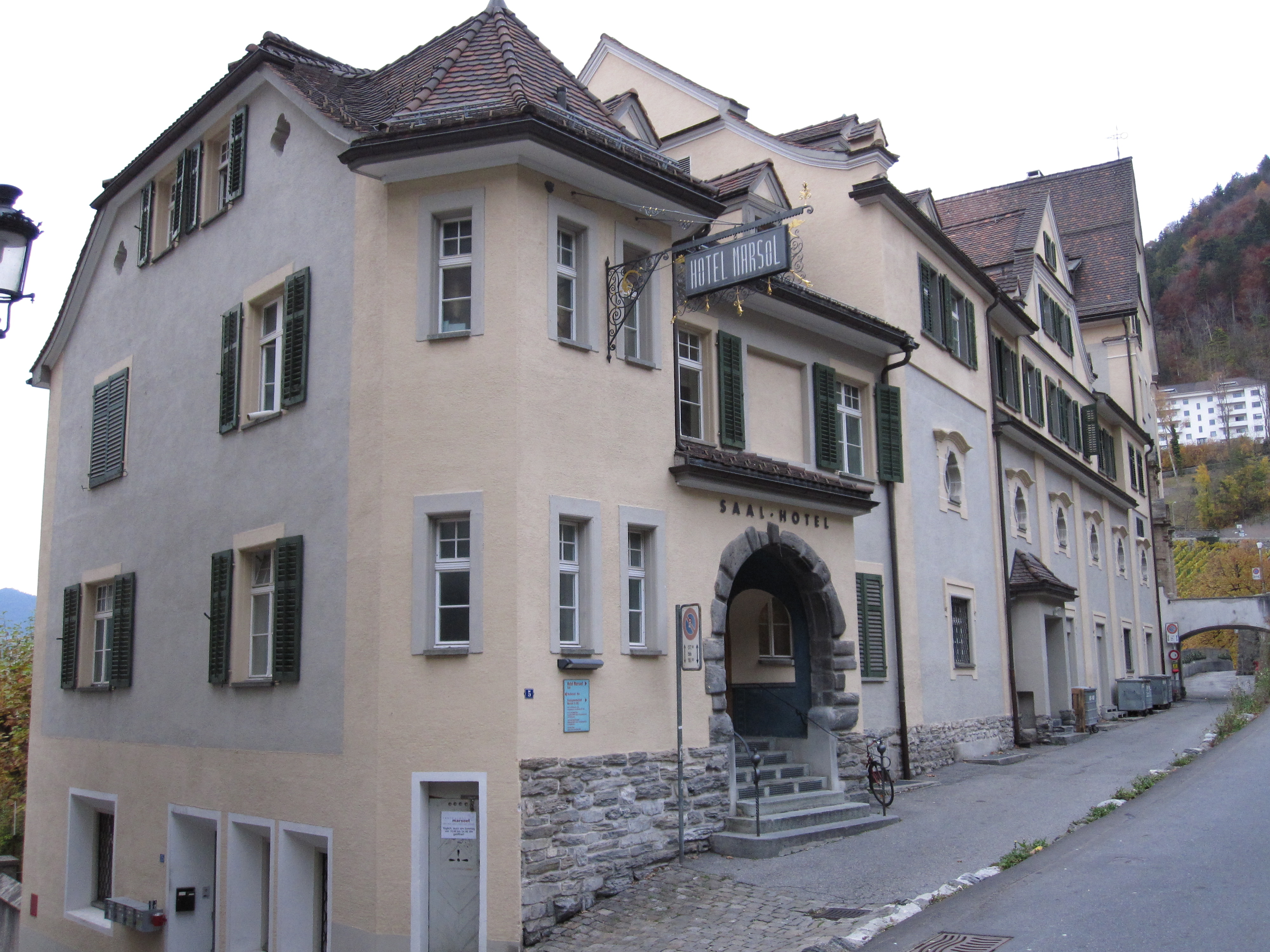
Der Marsöl von unten gesehen

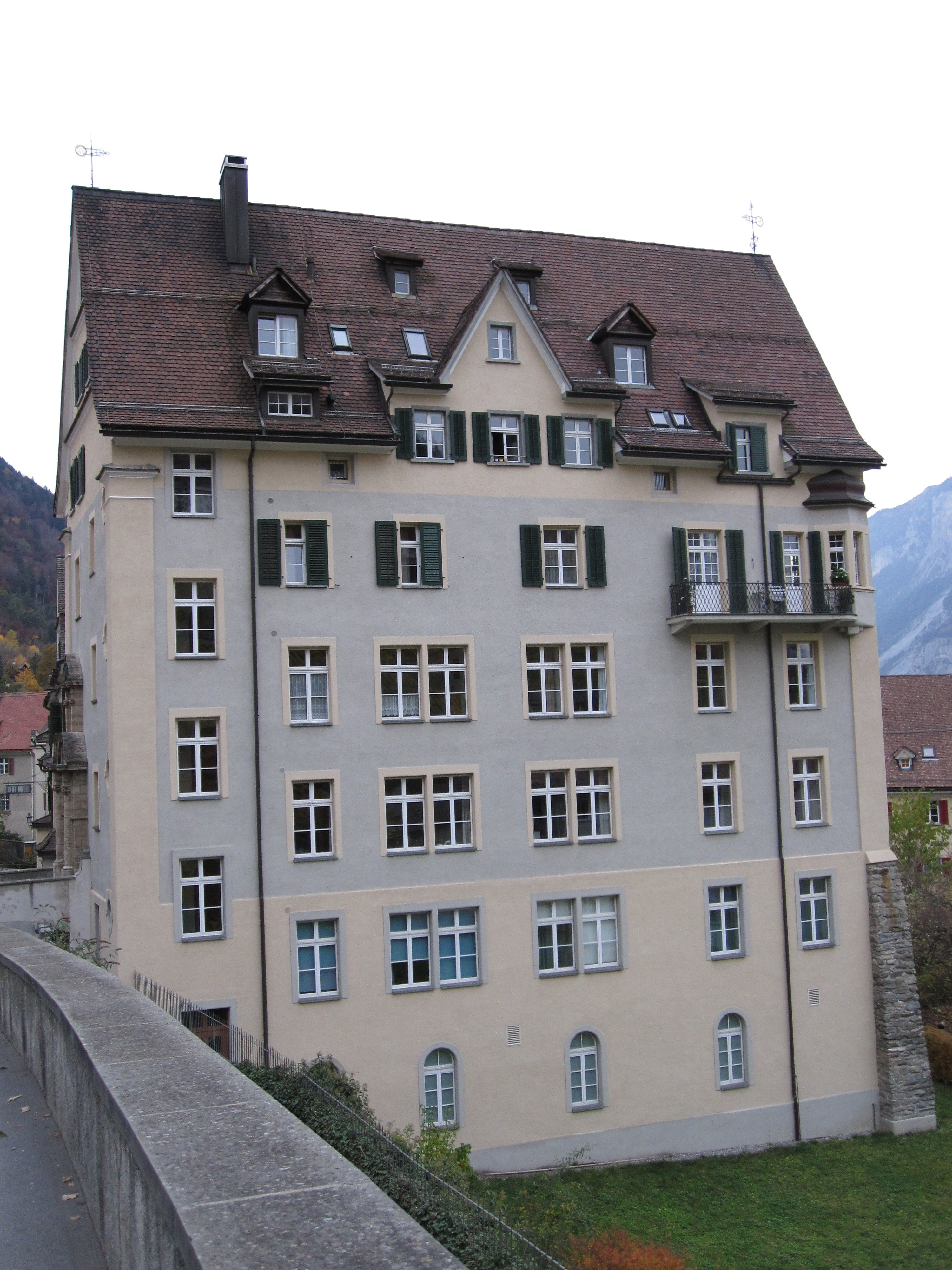
Der Marsöl, von oben gesehen

Der Marsöl ist eine denkmalgeschützte Häuserzeile oberhalb der Altstadt des Bündner Hauptortes Chur in der Hofstrasse.
Ursprünglich befanden sich hier die Ställe und Pfrundliegenschaften der Mitglieder des Churer Domkapitels. Der Marsöl war darum Exklave des Hofs, von diesem getrennt durch die Hofstrasse, die zur (reformierten) Stadt Chur gehörte und von dieser unterhalten wurde. Das bischöfliche Wappen ziert auch das zentrale Barockportal.
1909 wurde im Auftrag des Bischofs Georg Schmid von Grüneck der Gebäudekomplex durch den Architekten Balthasar Decurtins zu einem repräsentativen Hotel mit Festsaal umgestaltet. Die Staffelung der im Hang ansteigenden Häuserzeile bewirkt den Eindruck einer über die Jahrhunderte gewachsenen Einheit.
1999/2000 erfolgte eine umfangreiche Restauration des gesamten Bauwerks.